# Pokonaj mnie, jeśli potrafisz
Pokonaj mnie, jeśli potrafisz est une série télévisée reality show polonaise en 6 épisodes de 40 minutes, diffusé(e) entre le 16 avril 2024 et le 21 mai 2024 sur TVN.
Małgorzata Rozenek-Majdan s'attaque à six défis issus des mondes du sport, du journalisme et du cinéma, posés par des experts masculins dans leurs domaines respectifs.

## Distribution
- Małgorzata Rozenek-Majdan[1]
- Joanna Jędrzejczyk
- Łukasz Kadziewicz[2],[3]
- Piotr Głowacki[2],[3]
- Wojciech Łozowski[2],[3]
- Łukasz Orbitowski[2],[3]
- Kajetan Kajetanowicz[2],[3]
- Maja Włoszczowska

## Fiche technique
- Titre original : Pokonaj mnie, jeśli potrafisz
- Réalisation : Piotr Kuźniak
- Direction artistique : Marek Sanetas
- Costumes : Beata Milczarek et Maja Adamiak
- Photographie : Artur Bloch, Ireneusz Chudziak, Michał Nowicki-Wysoski et Piotr Lipiński
- Son : Daniel Kmiotek, Paweł Fabrykiewicz, Robert Kubik et Łukasz Borkowski
- Montage : Adam Łapiński et Stanisław Frankowski
- Production : Piotr Kuźniak, Konrad Zawierucha, Anna Bilut, Karolina Kuźniak et Katarzyna Pudzianowska
- Société(s) de production : Qźnia Team TV Production
- Pays de production :  Pologne
- Langue originale : polonais
- Format : couleur
- Genre : reality show
- Nombre de saisons : 1
- Nombre d'épisodes : 6[4]
- Durée : 40 minutes
- Dates de première diffusion :
  - Pologne : 16 avril 2024[5]
- Classification : 12 ans